# Prostaglandin E1
Prostaglandin E1 ist eine chemische Verbindung aus der Gruppe der Prostaglandine. Es ist ein Bestandteil des Arachidonsäure-Stoffwechsels. Prostaglandin E1 kommt natürlich in Tieren vor und ist eine körpereigene Substanz des Menschen.

## Wirkmechanismus
Prostaglandin E1 bindet an Rezeptoren in der Muskelschicht der Blutgefäße. Dadurch wird eine Weitstellung der Gefäße erreicht. Zugleich hat der Stoff eine blutgerinnungshemmende Wirkung. 
Im Penis bewirkt Prostaglandin E1 eine Erschlaffung in den Muskelzellen des Schwellkörpers und der kavernösen Arterien, wodurch sich diese weiten. Es strömt vermehrt Blut in den Schwellkörper ein, wodurch die kavernösen Venen abgedrückt und der Blutabfluss behindert wird. Es resultiert eine Erektion.

## Medizinische Verwendung
Synthetisch erzeugtes Prostaglandin E1 (Freiname: Alprostadil) wird wegen seiner gefäßerweiternden (vasodilatierenden) und blutgerinnungshemmenden (thrombozytenaggregationshemmenden) Wirkung als Arzneistoff zur Behandlung unterschiedlicher Krankheitsbilder eingesetzt.
In der Urologie dient Alprostadil als lokal anwendbares Therapeutikum bei erektiler Dysfunktion (ED). Der Arzneistoff kann sowohl bei gefäß- als auch bei neurologisch oder psychisch bedingter Erektionsstörung beim Mann angewendet werden. Die Wirkung setzt innerhalb weniger Minuten ein und kann so in vielen Fällen eine für den Geschlechtsverkehr ausreichende Erektion bewirken. Das Risiko systemischer Nebenwirkungen ist gering. Wechselwirkungen mit Medikamenten, Lebensmitteln und Alkohol sind nicht bekannt. Eine Einschränkung für Herzpatienten, die mit Nitraten oder Alpha-Blockern behandelt werden, besteht nicht. Anders als PDE-5-Hemmer erzeugt lokal verabreichtes Alprostadil eine Erektion auch ohne sexuelle Stimulation.
Alprostadil gibt es in drei Darreichungsformen für die Behandlung der ED: Zum einen kann es mittels Injektion in den Penis gespritzt werden (Schwellkörper-Autoinjektionstherapie, SKAT) oder als Stäbchen in die Harnröhre eingeführt werden (Medikamentöses Urethrales System zur Erektion, MUSE). Weniger invasiv ist die Applikation als Creme, die in die Mündung der Harnröhre geträufelt wird. Die Absorption von Alprostadil über die Schleimhaut der Harnröhre wird über den in der Creme enthaltenen Permeationsverstärker Dodecyl(N,N-dimethyl-DL-alaninat)-hydrochlorid (DDAIP) begünstigt. Im Gegensatz zur SKAT oder der Anwendung des MUSE kann eine mechanische Verletzung der Schwellkörper oder der Harnröhre bei Alprostadil Creme ausgeschlossen werden.
In der Angiologie wird Alprostadil zur Behandlung der chronischen arteriellen Verschlusskrankheit eingesetzt. Hauptmechanismen sind Vasodilatation (Gefäßerweiterung) und Thrombozytenaggregationshemmung durch die Aktivierung des Prostaglandin-E1-Rezeptors.
In der Notfallmedizin kann der Wirkstoff eingesetzt werden, um bei Neugeborenen den Ductus arteriosus Botalli offenzuhalten. Diese Maßnahme kann vorübergehend (beispielsweise bei der Transposition der großen Arterien) notwendig sein, um einen tödlichen Verschluss des Ductus Botalli solange zu verzögern, bis andere Möglichkeiten, um das Überleben des Kindes zu sichern (beispielsweise Ballonseptostomie), verfügbar sind.

## Handelsnamen
Zur Behandlung der erektilen Dysfunktion: Vitaros Creme, Caverject, MUSE.